# نابخشودنی (فیلم ۲۰۲۱)
نابخشودنی (به انگلیسی: The Unforgivable) یک فیلم درام محصول سال ۲۰۲۱ آمریکا با فیلم‌نامه‌ای از کریستوفر مک‌کوری، براساس مینی سریال انگلیسی به نام نابخشوده (۲۰۰۹) که توسط سالی وین رایت نوشته شده‌است. در این فیلم ساندرا بولاک نقش زنی را بازی می‌کند که پس از گذراندن مدت حبس به دلیل ارتکاب جنایتی خشن، سعی در بازسازی زندگی خود دارد. بازیگران اصلی این فیلم وایولا دیویس، اشلینگ فرنچوسی، راب مورگان، وینسنت دن آفریو، جان برنثال، ریچارد توماس، لیندا ایمند می‌باشند.
این فیلم به عنوان محصول مشترک آمریکایی-آلمانی تولید شده‌است. فیلمبرداری در ونکوور در فوریه سال ۲۰۲۰ آغاز شد و پس از توقف به دلیل دنیاگیری کووید ۱۹، در ماه اکتبر به پایان رسید. این فیلم توسط کمپانی نتفلیکس در سال ۲۰۲۱ اکران می‌شود.

## بازیگران
- ساندرا بولاک در نقش روت اسلاتر
- ویولا دیویس
- آیسلینگ فرانسیوزی
- راب مورگان
- وینسنت دو اونفریو
- جون برنتال
- ریچارد توماس
- لیندا اموند در نقش راشل مالکوم
- اما نلسون

## تولید
فیلم‌برداری اصلی درابتدا در ونکوور در ۳ فوریه، ۲۰۲۰ با برنامه‌ای برای، بسته‌بندی در ۹. آوریل در ۱۳ مارس، به دلیل دنیاگیری کووید ۱۹، فیلمبرداری متوقف شد و تاریخ بسته‌بندی فیلم به تأخیر افتاد. تولید در ۲ سپتامبر از سر گرفته شد و در ۱۵ اکتبر به پایان رسید.